# Duitse Rijksdagverkiezingen 1933
De Rijksdagverkiezingen van 1933 vonden op 5 maart 1933 in Duitsland plaats. Het waren de laatste rijksdagverkiezingen tijdens de Weimarrepubliek en waren tevens de laatste rijksdagverkiezingen op basis van het meerpartijenstelsel.
Na de benoeming van Adolf Hitler tot rijkskanselier (30 januari 1933) moest de Rijksdag (Reichstag) worden ontbonden en werden er nieuwe rijksdagverkiezingen uitgeschreven.
Een dag na de Rijksdagbrand op 27 februari ondertekende rijkspresident Hindenburg op verzoek van Hitler het zogenaamde "Rijksdagbranddecreet". Dit decreet voorzag in de inperking van de burgerlijke vrijheden en de arrestatie van politieke tegenstanders (zij werden in "verzekerde bewaring" gesteld). Vele gevangengenomenen werden vanaf februari 1933 opgesloten in concentratiekampen.
De rijksdagverkiezingen van 5 maart 1933 werden gewonnen door de NSDAP. De NSDAP verwierf 288 zetels, een winst van 92 zetels. Tegen de verwachting van Hitler in verkreeg de NSDAP niet de meerderheid in de Rijksdag. De partij verkreeg namelijk 43,9% van de stemmen. De verliezen voor de voornaamste oppositiepartijen, de sociaaldemocraten (Sozialdemokratische Partei Deutschlands) en de communisten (Kommunistische Partei Deutschlands) waren beperkt (resp. -1 en -19). Verlies was er overigens voor alle partijen, behalve voor de Duitse Centrumpartij (Deutsche Zentrumspartei) en de Duitse Staatspartij (Deutsche Staatspartei).

## Uitslag

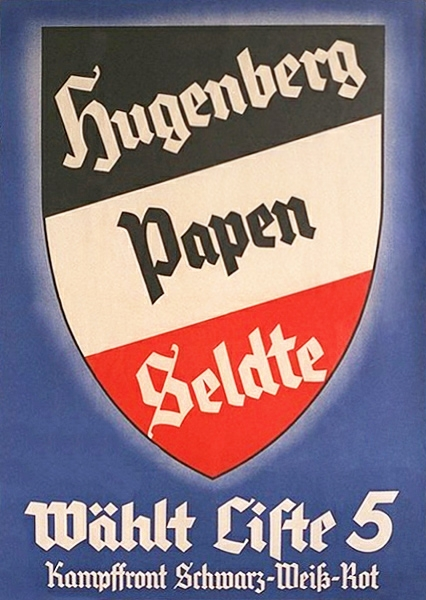
Verkiezingsposter van het rechtse Strijdfront Zwart-Wit-Rood (Kampffront Schwarz-Weiß-Rot)

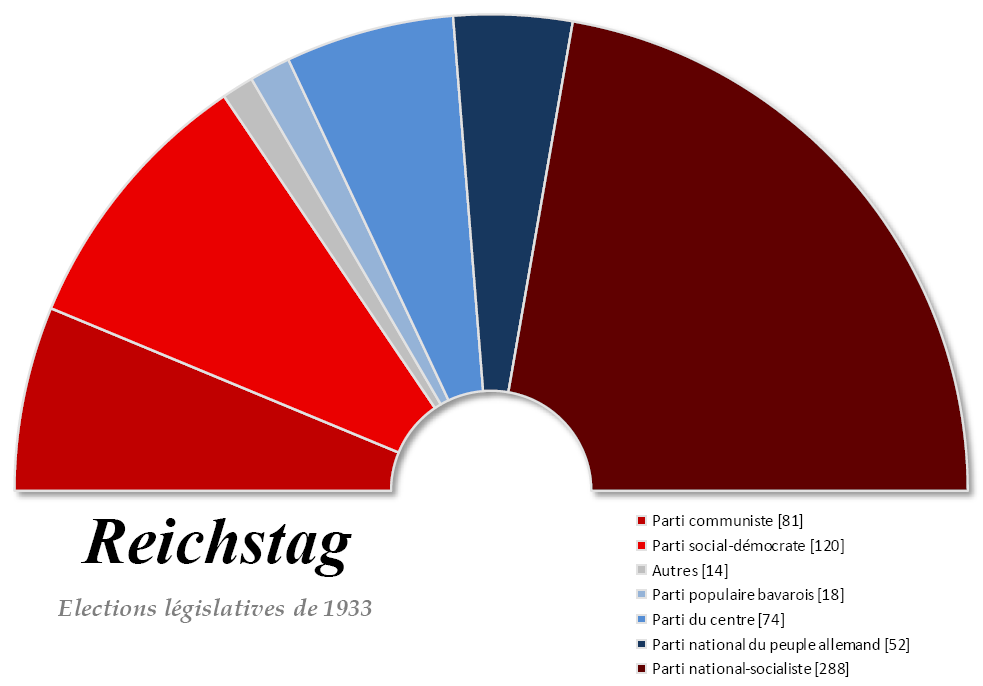

| Partij       | Partij | %     | zetels    |
| ------------ | --- | ----- | --------- |
|              | Nationaalsocialistische Duitse Arbeiderspartij (Nationalsozialistische Deutsche Arbeiterpartei)                                                                | 43,9% | 288 (+92) |
|              | Sociaaldemocratische Partij van Duitsland (Sozialdemokratische Partei Deutschlands)                                                                            | 18,3% | 120 (-1)  |
|              | Communistische Partij van Duitsland (Kommunistische Partei Deutschlands)                                                                                       | 12,1% | 81 (-19)  |
|              | Duitse Centrumpartij (Deutsche Zentrumspartei) | 11,3% | 73 (+3)   |
|              | Strijdfront Zwart-Wit-Rood (Kampffront Schwarz-Weiß-Rot) Duitse Nationale Volkspartij (Deutschnationale Volkspartei) Stahlhelm (Stahlhelm) Landbond (Landbund) | 8,0%  | 52 (-)    |
|              | Beierse Volkspartij (Bayerische Volkspartei) | 2,7%  | 19 (-1)   |
|              | Duitse Volkspartij (Deutsche Volkspartei) | 1,1%  | 2 (-9)    |
|              | Christelijk-Sociale Volksdienst (Christlich-Sozialer Volksdienst)                                                                                              | 1,0%  | 4 (-1)    |
|              | Duitse Staatspartij (Deutsche Staatspartei) | 0,9%  | 5 (+3)    |
|              | Duitse Boerenpartij (Deutsche Bauernpartei) | 0,4%  | 2 (+1)    |
|              | Landbond (Landbund) | 0,2%  | 1 (-1)    |
| Bron: dhm.de | |       |           |
| Totaal       | Totaal | 100%  | 647       |

## Einde van deRijksdag
Kort na de verkiezingen, op 23 maart 1933, stemde de nieuwe Rijksdag - die bijeenkwam in het Krolloper ("Kroll Opera Huis") - vóór de Ermächtigungsgesetz die Hitler volmachten gaf en hem in staat stelde om zonder tussenkomst van de Rijksdag te regeren. Hiermee kwam er een einde aan de belangrijke rol die de Rijksdag speelde tijdens de Weimarrepubliek. Onder Hitler (1933-1945) bleef de Rijksdag weliswaar in functie, maar was niet meer dan een applausmachine voor de Führer. In 1945 werd de Rijksdag afgeschaft, in 1949, met de stichting van de Bondsrepubliek Duitsland en de Duitse Democratische Republiek kwamen de Bondsdag (Bundestag) in de Bondsrepubliek en de Volkskammer in de DDR als lagerhuizen tot stand.

### Kaarten

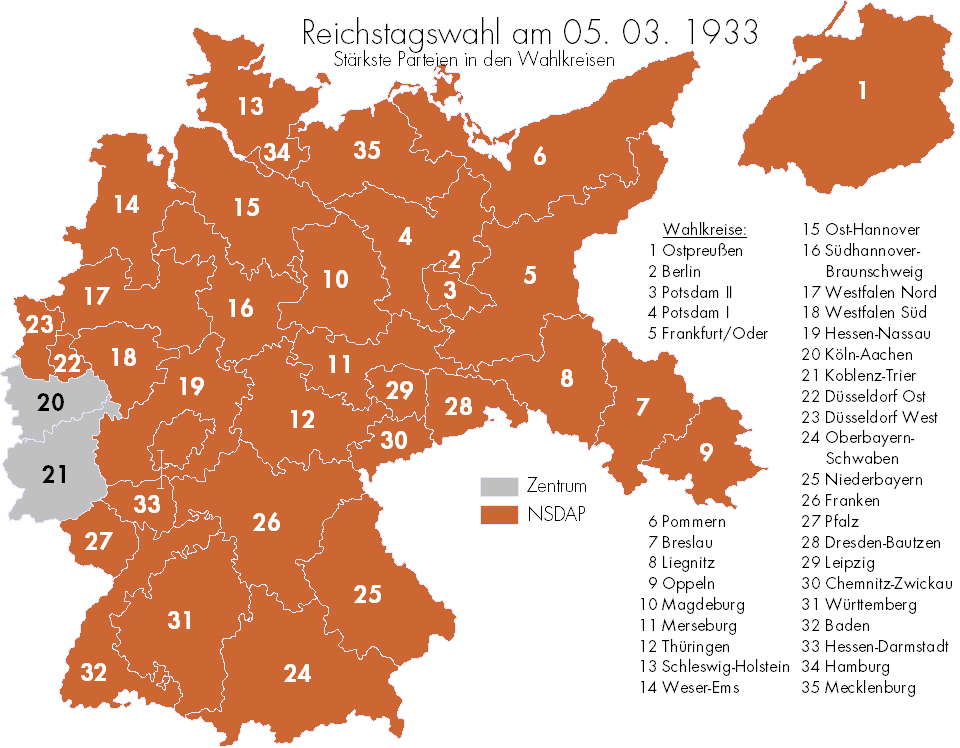
In 33 van de 35 kieskringen werd de NSDAP de sterkste partij

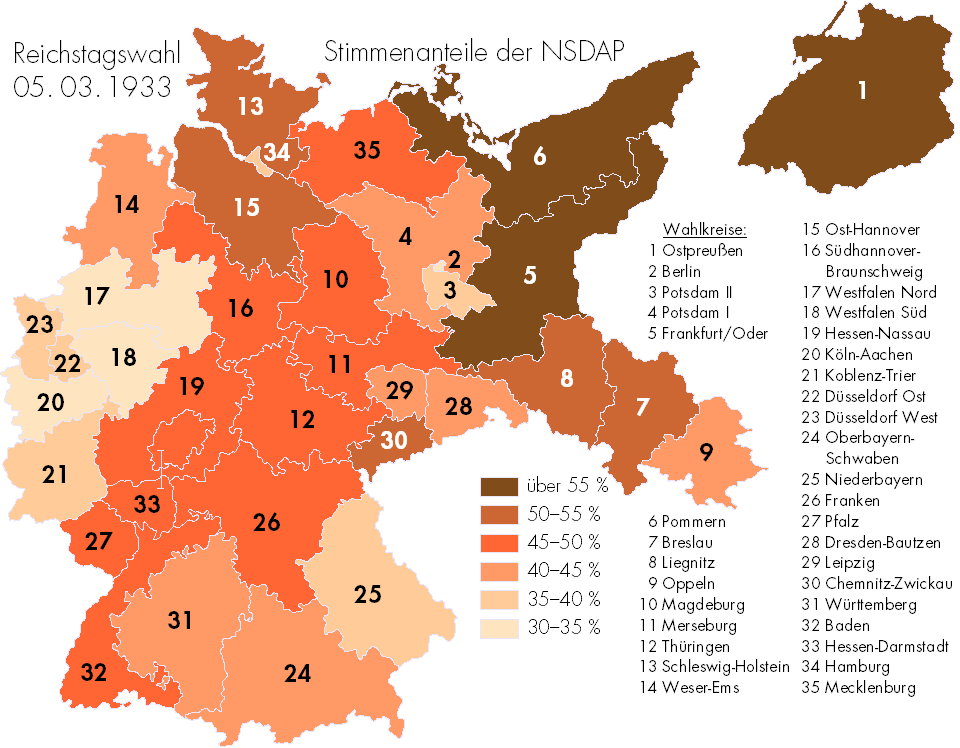
Stemaandeel van de NSDAP

## Verwijzing
1. ↑  Voor stemden praktisch alle partijen - soms onder dwang van de fractieleiders - met uitzondering van de SPD; de KPD was formeel niet verboden, doch deze partij was het politieke leven onmogelijk gemaakt.